# Hans der Reiche von Gemmingen
Hans von Gemmingen, genannt Hans der Reiche, (* um 1410; † 19. November 1490) war kurpfälzischer Marschall und 1468 bis 1480 Vorsitzender des Heidelberger Hofgerichts. Er erwarb 1449 die Burg Guttenberg und war Begründer der Linie Gemmingen-Guttenberg der Freiherren von Gemmingen.

## Leben
Hans von Gemmingen wurde vermutlich um 1410 geboren. Er war ein Sohn des Dieter (IV.) von Gemmingen († 1414) und der Elisabeth von Frankenstein. Die erste sichere Nachricht von ihm stammt aus dem Jahr 1425: Hans und sein Bruder Konrad schlossen einen Teilungsvertrag mit den Söhnen ihres verstorbenen Bruders Diether V.: Hans und Konrad erhielten dabei den elterlichen Anteil an Burg und Dorf Gemmingen sowie die Güter und Gülten der Eltern in zehn weiteren Dörfern und 3 000 Gulden Kapital. Die Besitzungen waren Lehen der Grafen von Württemberg, der Grafen von Oettingen und der Markgrafschaft Baden.
Hans von Gemmingen heiratete Katharina Landschad von Steinach, eine Tochter Dieters (II.), der 1439 ohne männliche Nachkommen starb. 24 000 Gulden in Geld und in Pfandschaften brachte Katharina in die Ehe. Die Verbindung mit einer Erbtochter der wohlhabenden und angesehenen Landschad von Steinach begründete den Reichtum des schon vorher nicht unvermögenden Hans von Gemmingen. Er verstand es, den Reichtum zu mehren, indem er Pfandbesitz erwarb. Das Erzstift Mainz, Pfalz-Mosbach, die Grafen von Württemberg, das Hochstift Speyer und die Kurpfalz waren Pfandgeber mit Pfandsummen zwischen 550 und 10 000 Gulden. Mit Erfolg vermehrte er den ererbten und erworbenen Besitz. Mit Recht nannte man ihn Hans den Reichen.
Mit einer Urkunde vom 2. Dezember 1449 bestätigte Gottfried IV. Schenk von Limpurg, der Bischof von Würzburg, dass er als Vormund der Söhne des verstorbenen Konrad von Weinsberg dem Hans von Gemmingen die über dem Neckar gelegene Burg Guttenberg mit den zugehörigen Dörfern Neckarmühlbach, Hüffenhardt, Siegelsbach und Kälbertshausen samt allen Rechten, Nutzungen und Zugehörungen für 6 000 Gulden verkauft hat. Mit dem Kauf dieses neuen Stammsitzes der Familie wurde Hans von Gemmingen zum Begründer der Linie Gemmingen-Guttenberg der Freiherren von Gemmingen, in deren Besitz sich die Burg noch heute befindet.
Hans der Reiche stand lange Zeit im Dienste der Kurpfalz, obwohl er von ihr keine Lehen besaß. Er war kurpfälzischer Amtmann in Bretten (1440/42) und in Löwenstein (1444). Als Marschall gehörte er 1446/47 zu den einflussreichsten Männern in der Umgebung des Kurfürsten. 1451 war Hans von Gemmingen Amtmann in Möckmühl. 1465 vergrößerte er seinen Besitzanteil an Burg und Dorf Gemmingen, 1472 erwarb er ein Haus in Heilbronn und 1473 stiftete er gemeinsam mit seiner Schwester Metza die Wallfahrtskapelle auf dem Ottilienberg bei Eppingen. Nach seiner Berufung zum Hofrichter war er von 1468 bis 1480 Vorsitzender des Heidelberger Hofgerichts, obwohl er nicht studiert hatte. Diese Stellung bezeugt sein Ansehen am Hof und seinen Rang innerhalb der Ritterschaft. 1481/83 war er noch einmal Amtmann im pfälzischen Weinsberg.
Am 19. November 1490 starb Hans von Gemmingen. Vielleicht wurde er in Maulbronn begraben, denn seit 1441 gehörte er, zusammen mit seiner Frau Katharina, zur Gebetsbruderschaft des Klosters. Beide Bürgermeister der Reichsstadt Heilbronn nahmen an seiner Beisetzung teil, ein Zeichen für seine herausragende Stellung und für das große Ansehen, das er sich erworben hatte.

## Familie
Er war verheiratet mit Katharina Landschad von Steinach.
Nachkommen:
1. Dieter († 1467) ⚭ Anna von Venningen
2. Hans († 1463), Kanoniker in Wimpfen
3. Philipp, 1504 Burgmann in Oppenheim ⚭ Anna von Hatzfeld
4. Elisabeth ⚭ Lorenz von Erlach
5. Christina ⚭ von Münchingen
6. Katharina, Nonne in Mainz
7. Pleikard (um 1440–1515) ⚭ Anna Kämmerer von Worms gen. von Dalberg (1458–1503)